# 身辺調査
身辺調査（しんぺんちょうさ）とは、個人の経歴や背景を確認する調査のことである。

## 概要
俗称で「身辺調査」という。
企業や団体などが、ある人物を採用（登用）する際に学歴や経歴や性格や人間関係などを調査するもの。企業や団体などが採用者への雇用調査を独自に行う事もあるが、一般的には、専門の探偵や興信所などの身辺調査を取り扱う調査会社に依頼することも多く行われている。社会的地位のある人物を採用（登用）する場合、興信所や探偵のほか、弁護士など他人の学歴や経歴や性格や人間関係などを調査する権限を持っている専門家に身辺調査を依頼して厳格に実施されることもある。
身辺調査は、調査対象者の素性や家族構成、人間関係などを調べるために行われるため、身上調査とも呼ばれる。
身元調査と呼ばれることもあるが、身元調査は文字通り調査対象者の身元だけを調べる場合が多い。他方、身辺調査は対象者の身辺といった周辺の関係者まで広範囲に調査するため、尾行や聞き込みなどを駆使して対象者の実態を明らかにする調査である。
日本では警察官の採用の際には、入念な身辺調査が行われている。ただし、こうした採用調査は前述の探偵や興信所にアウトソーシングされることはない。警察は犯歴データにアクセスできるため、採用候補者本人や親族に対して犯歴チェックが行われる。それ以外の公務員や公共教育機関の教師等に関しては、身辺調査というより公務員法や学校教育法の欠格事由に該当しないか審査される。基本的には欠格事由に該当しないか、自己申告のフォームに記入させるだけである。
また、警察では逮捕した被疑者の人物像を記録するため司法警察員面前調書（身上調書）を作成するが、これは探偵の身辺調査の内容を含んだ調書である。身上調書は取調べの初期段階で作成されるが、基本的には被疑者の自己申告の内容を記載する。
また、政界でも入閣候補者に対する「身体検査」が行われている。これは実際の身体の健康上の問題がないかを検査する「身体検査」や「健康診断」とは異なるもの。このときの身体検査とは議員のカネや交遊関係、周囲とのトラブルなどの身辺調査を意味する。個別の身体検査の内容や調査を受けて入閣が見送られた事例が外に漏れることはほぼない。身体検査は主に内閣情報調査室や警察庁のほか、公安調査庁が行っている。内閣情報調査室は政治資金収支報告書や醜聞のほか、地元選挙区での風評などを調査している。